# Muiterij op de Bounty

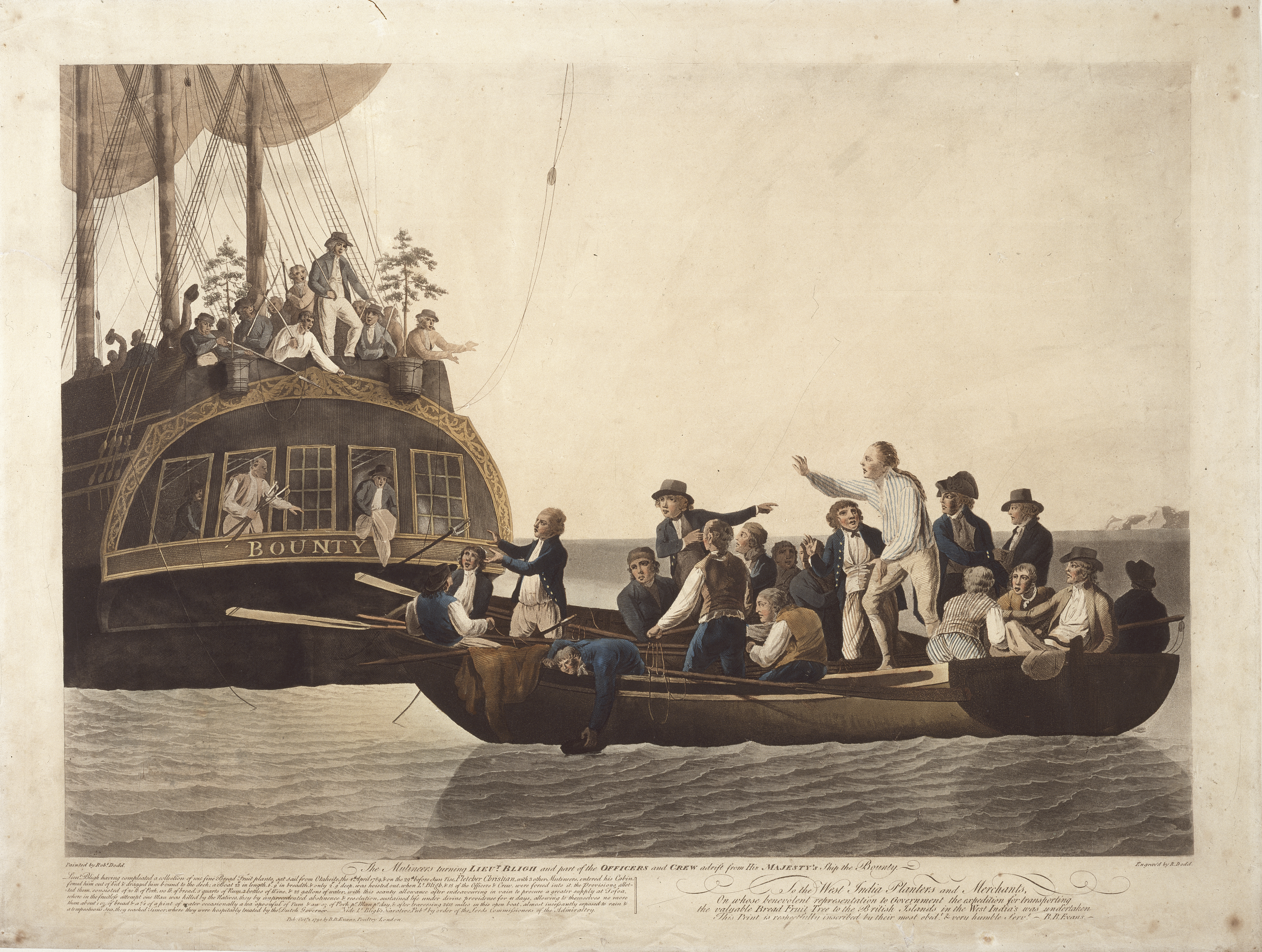
Kapitein Bligh die met zijn officieren van boord wordt gezet

De muiterij op de Bounty is een legendarische opstand aan boord van het schip de HMAV Bounty die plaatsvond in 1789.

## De reis

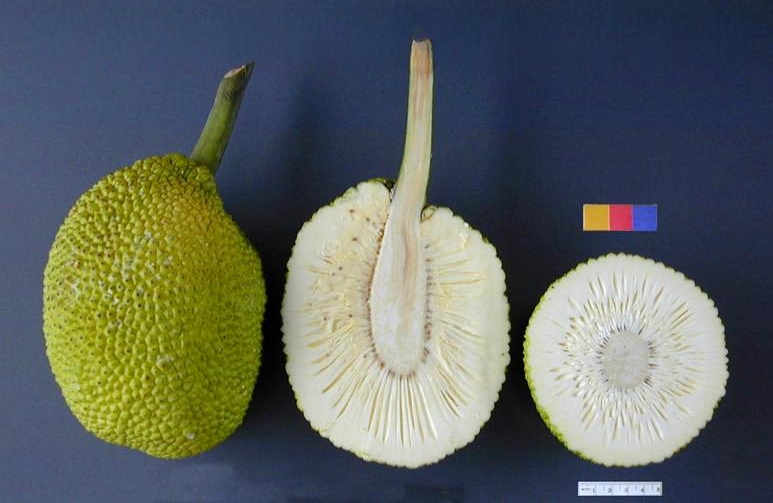
De vrucht van de broodboom

Op 23 december 1787 voer de Bounty uit vanuit de haven van Spithead. Zijn missie was om broodvruchtplanten op te halen op Tahiti en deze te vervoeren naar de Caraïben. Het idee was, dat deze broodvruchten een goedkoop soort voedsel zouden vormen voor de slaven aldaar. Tot aan Tahiti verliep de reis zonder noemenswaardige problemen, afgezien van een mislukte poging om langs Kaap Hoorn te varen en de dood van matroos James Valentine. Op 26 oktober 1788 bereikte het schip Tahiti.
De bevolking van Tahiti had reeds kennisgemaakt met de diplomatieke kapitein James Cook en stond uiterst welwillend tegen de bemanning van het Engelse schip.
Bijna een half jaar later, op 4 april 1789, werd de terugreis aanvaard. Op 28 april brak de muiterij uit.

## De aanleiding

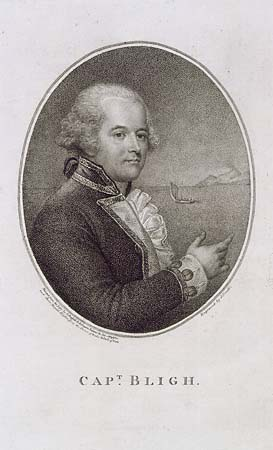
Kapitein Bligh

Wat precies de aanleiding is geweest voor de muiterij is niet helemaal duidelijk. Algemeen wordt aangenomen dat deze te wijten is aan het zeer strenge, onrechtvaardige en wrede optreden van kapitein Bligh. Dit wordt echter tegengesproken door het scheepslogboek. Hierin valt onder andere te lezen dat straffen zoals geselingen op de Bounty minder dan gemiddeld voor die tijd werden toegepast. Ook is het gebeurd dat Bligh zijn eigen kooi beschikbaar stelde voor matrozen die een natte hangmat hadden.
Een andere reden kan zijn, dat het leven op Tahiti de bemanningsleden zo beviel, dat ze niet naar huis wilden terugkeren. De zeer losse seksuele moraal die plaatselijk heerste, kan hier een grote rol in gespeeld hebben. Deze theorie wordt ondersteund door het feit dat drie mannen aan de terugreis probeerden te ontkomen.

## Desertie
Voordat de Bounty aan de terugreis begon, hadden drie mannen (Churchill, Muspratt en Millward) geprobeerd te deserteren. Ongetwijfeld gaven ze de voorkeur aan het leven op Tahiti. Ze werden echter, met hulp van de loyale Tahitianen, gevonden en bestraft: Churchill kreeg twee dozijn zweepslagen en de twee anderen vier. Dat waren zware straffen. Bligh had de kat met negen staarten wel een paar keer eerder gehanteerd, maar met één uitzondering was dat steeds minder dan twee dozijn geweest.
Desertie kon met de dood worden bestraft, maar pas na vonnis van de krijgsraad. Bligh had dus niet de bevoegdheid de doodstraf op te leggen en bovendien had hij zijn mannen nodig aan boord. Desertie kwam in de praktijk vaak voor en de pakkans was groot en daarom werd de doodstraf in de praktijk niet zo vaak opgelegd. Uiteindelijk kreeg van dit drietal alleen Millward de strop, maar dat was vooral vanwege de muiterij, niet voor de desertie. De andere twee waren vermoedelijk ook schuldig aan de muiterij, maar Muspratt werd vrijgesproken wegens een vormfout en Churchill werd na de muiterij op Tahiti vermoord.

## De muiterij
Op 28 april 1789 kwam Fletcher Christian, de aanvoerder van de muiterij, samen met een aantal van zijn volgelingen de hut van de kapitein binnen. Kapitein Bligh werd in zijn nachtkledij het dek opgejaagd en na een woordenwisseling gedwongen in een sloep te stappen. Achttien bemanningsleden zijn met hem mee gegaan in de roeiboot. Het is opmerkelijk, dat er bij de muiterij geen noemenswaardig geweld werd gebruikt en dat er geen druppel bloed vloeide. Dit was wellicht te danken aan de gentleman Christian. Alleen de kapitein zou geworsteld hebben. Op het schip bleven nu 25 mensen over waarvan er naast Fletcher Christian waarschijnlijk achttien echt meededen in de muiterij. Fletcher Christian was vanaf nu de nieuwe gezagvoerder van het schip.

## Op de vlucht

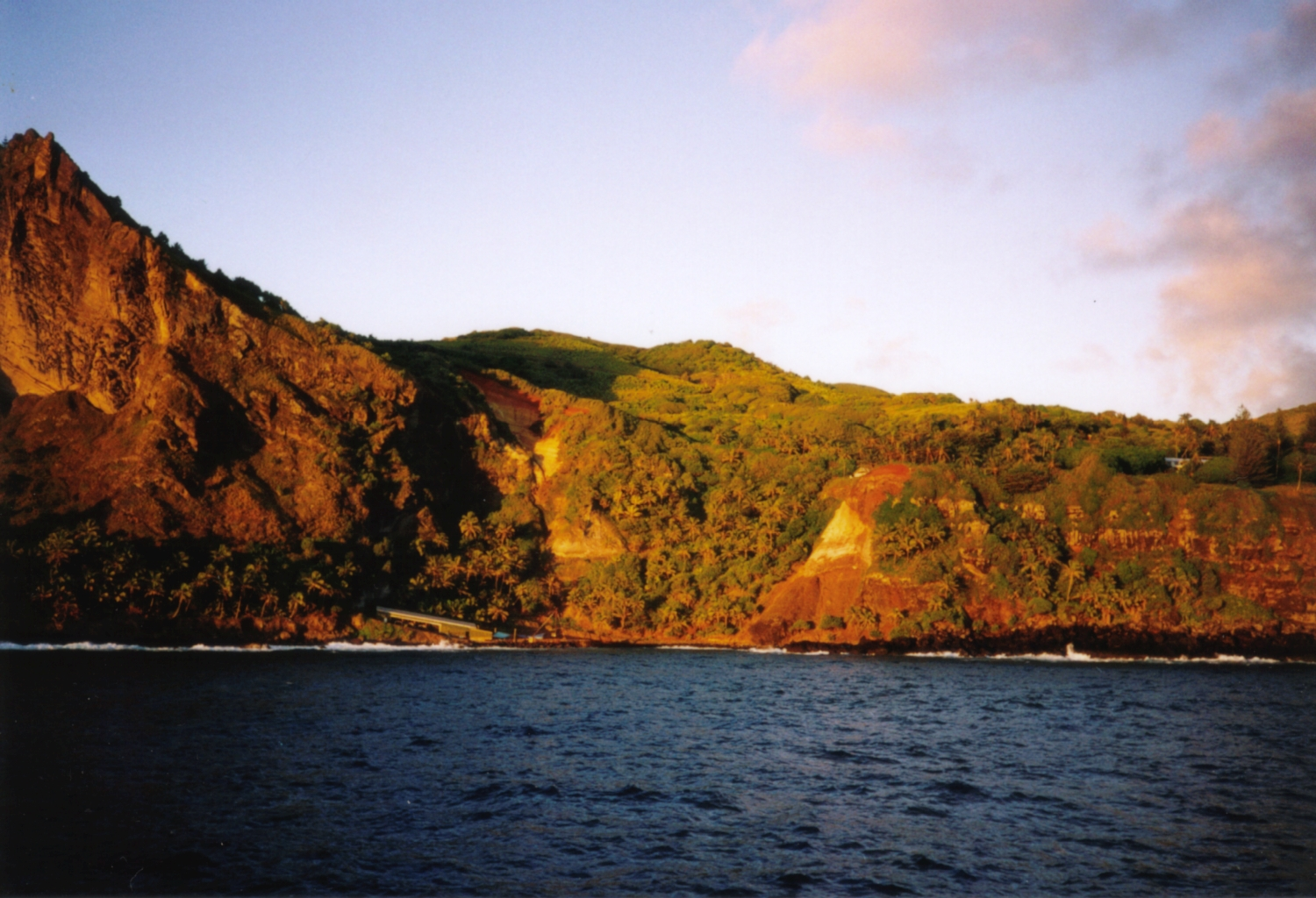
Bounty Bay

De bemanning van de Bounty wist dat ze nu vogelvrij waren. Een land als Engeland, dat zo afhankelijk was van zijn scheepvaart, zou alles doen om de daders te vinden en op die manier een voorbeeld te stellen. Iedereen wist wat zijn straf zou zijn: de strop. Het was dus belangrijk dat men zich ging verbergen.
De muiters hebben eerst geprobeerd zich op het eiland Tubuai te vestigen. Dit leidde echter tot gevechten met de lokale bevolking en men zag zich gedwongen om weer te vertrekken. Vervolgens werd Tahiti opnieuw bezocht. Tahiti was natuurlijk geen veilige vluchtplaats; de admiraliteit zou daar het eerst gaan zoeken. Toch ging hier een groot aantal mensen van boord. Op 22 september 1789 lichtte de Bounty het anker weer. Er waren negen muiters aan boord en er werd een aantal Tahitianen ontvoerd, zes mannen, elf vrouwen en één baby.
Na een lange zwerftocht werd uiteindelijk het eiland Pitcairn ontdekt. Het bleek verkeerd op de kaart te staan, dus dit leek een goede plek om onder te duiken. Bovendien was het onbewoond en lag het niet in de buurt van de scheepsroutes. Nadat werd aangelegd op de plek die later Bounty Bay zou heten, werd het schip leeggehaald en in brand gestoken zodat het niet meer gevonden kon worden. Het is niet juist, zoals in sommige films wordt verteld, dat het schip door een ongeluk in brand raakte.

### Leven op Pitcairn

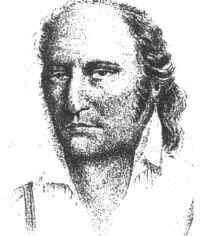
John Adams

Naast het feit dat Pitcairn verkeerd op de kaart stond, had het eiland nog een voordeel. Het eiland bestaat uit hoge kliffen. Hierdoor konden de muiters van veraf al zien, of er een schip aankwam. Het zou dan ook 18 jaar duren voordat hun schuilplaats ontdekt zou worden.
De eerste negen jaar op Pitcairn werden gekenmerkt door ziekte, geweld, wetteloosheid en moord. Waarschijnlijk gingen de meeste conflicten over vrouwen. Na negen jaar waren er nog drie muiters in leven. De Tahitiaanse mannen waren toen ook al uitgemoord. Adams en Young leefden in voortdurende angst om door Quintal aangevallen te worden. Ze leefden buiten het dorp, want in het dorp maakten de vrouwen de dienst uit en ook zij waren bijzonder agressief tegen hen. De vrouwen hebben nog geprobeerd met een zelfgebouwd schip te vluchten, samen met hun kinderen, maar het schip zonk meteen toen het in het water gelegd werd.
De laatste twee muiters, John Adams en Ned Young besloten het over een andere boeg te gooien. Ze namen de scheepsbijbel ter hand en begonnen de Tahitiaanse vrouwen te bekeren. Met het christendom brak een rustige tijd aan op het eiland.

## Terug naar Engeland
Wellicht hadden de muiters verwacht dat kapitein William Bligh zijn heil zou zoeken op het eerste het beste bewoonbare eiland, maar Bligh wilde zo snel mogelijk Engeland weer bereiken. Australië en Nieuw-Guinea waren voor hem geen optie. De dichtstbijzijnde westerse vestiging was Koepang op West-Timor. Bligh was een zeer kundig zeeman en het is ongetwijfeld aan hem te danken, dat hij het voor elkaar kreeg om met de sloep via het eiland Tofua uiteindelijk op Timor terecht te komen. Van de negentien inzittenden was slechts één man verloren gegaan. Deze persoon, John Norton, was onderweg doodgeslagen door de bewoners van Tofua. In Timor kocht Bligh een schip om naar Batavia te varen en daar boekte hij passage op een Hollands schip dat naar Europa voer. Op 14 maart 1790 zette hij weer voet op Engelse bodem. Hij bracht verslag uit en zoals verwacht werd de jacht ingezet op de muiters. Bligh zou later weer kapitein worden en vervolgens gouverneur van het Australische New South Wales.

## De jacht op de muiters

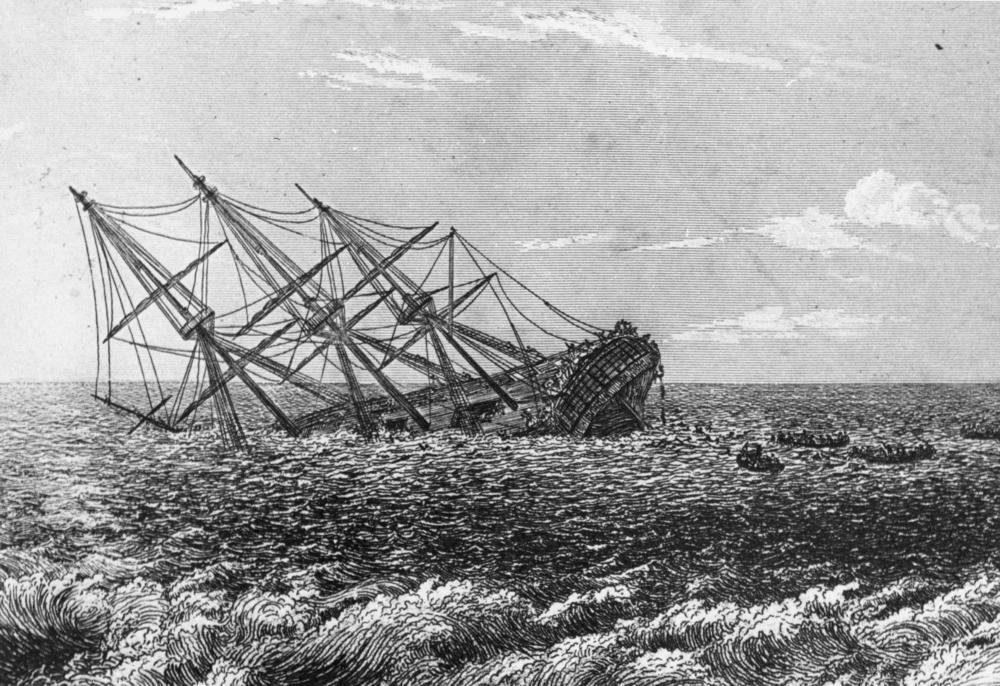
HMS Pandora vergaat

De Royal Navy rustte het schip HMS Pandora uit om de muiters op te sporen en te arresteren. De Pandora vertrok op 7 november 1790 onder bevel van Edward Edwards. Aan boord waren ook de voormalige adelborsten Thomas Hayward en John Hallett, inmiddels bevorderd tot 3e luitenant-ter-zee, die ook met de sloep van de Bounty hadden gevaren en die de muiters dus goed kenden.
Edwards voer langs Kaap Hoorn naar de Stille Oceaan. Hij kwam niet ver van Pitcairn, maar zag Pitcairn niet. Pitcairn interesseerde hem trouwens niet, zijn bestemming was Otaheite (Tahiti).
Toen de Bounty voor het laatst van Otaheite vertrok, waren er zestien man achtergebleven. Thompson en Churchill waren dood toen de Pandora aankwam, zodat er nog veertien over waren. Er werd nog een vijftiende Engelsman op Otaheite aangetroffen, zijn naam was Brown en hij was er door een Amerikaans schip achtergelaten. Hij moet niet worden verward met William Brown die met de Bounty naar Pitcairn was gegaan. Edwards liet Brown ongemoeid, de overige veertien Engelsen werden snel gevonden en geketend. De meeste Tahitiërs waren loyaal aan de admiraliteit en de Engelse koning en verleenden hun medewerking aan Edwards, maar de vrouwen waarmee de mannen getrouwd waren, zagen hun mannen niet graag in ketenen vertrekken. Edwards had kunnen weten dat vier mannen (Byrne, Coleman, McIntosh en Norman) door Bligh als onschuldig bestempeld waren, maar Edwards maakte geen onderscheid - alle veertien werden gevangengenomen. Ze werden opgesloten in een houten cel op het achterdek, in de zon. Deze cel werd al gauw, door de gevangenen zelf, de doos van Pandora genoemd.
Sommige Tahitianen bleven echter trouw aan de gevangenen; vooral de vrienden van adelborst George Stewart, uit Orkney, die inmiddels getrouwd was met Peggy, de dochter van een vooraanstaand stamhoofd van Tahiti. Zij probeerden Stewart te redden, maar Edwards wist hun poging te verijdelen. Jaren later, toen Peggy vernam dat George was verdronken tijdens de schipbreuk van de Pandora, is zij naar verluidt aan haar verdriet overleden. Hun dochtertje Charlotte werd daarna verzorgd door zendelingen van de London Missionary Society. Toen Charlotte ongeveer 17 jaar oud was is zij er met een Amerikaanse walvisvaarder (George Washington Eayrs) vandoor gegaan; zij heeft een veelbewogen leven gehad en is uiteindelijk in Californië terechtgekomen.
Na het vertrek van Tahiti werd er drie maanden lang gezocht naar de Bounty en de overige muiters, maar Pitcairn werd niet gevonden. Op 2 augustus 1791 aanvaardde de Pandora de terugreis. Op 28 augustus verging het schip in het Groot Barrièrerif. Vier gevangenen (Hillbrant, Skinner, Stewart en Sumner) en 31 schepelingen verdronken. Weer was men gedwongen om in sloepen naar Timor te varen. Voor Hayward en Hallett was dat de tweede keer dat zij dat traject in een open boot moesten afleggen. Eenmaal aangekomen in Engeland werden de mannen voor de krijgsraad gebracht:
- Byrne, Coleman, McIntosh, Norman: vrijspraak, ze hadden zich tegen de muiterij verzet of sliepen op dat moment;
- Muspratt: vrijspraak door een juridische 'truc';
- Heywood en Morrison: gratie, ze waren passief geweest;
- Burkett, Ellison, Millward: ter dood veroordeeld en opgehangen.

## De ontdekking
In 1808 werd Pitcairn opnieuw ontdekt. Dit gebeurde toen het Amerikaanse schip Topaz toevallig langs het eiland voer. In Europa waren toen echter de napoleontische oorlogen aan de gang en Engeland ondernam geen actie. Zes jaar later, in 1814, stuitten de schepen Briton en Tagus op Pitcairn. Beide kapiteins hadden geen weet van de eerdere ontdekking door de Topaz. Zij beslisten om de laatste overlevende muiter, John Adams, niet te arresteren. Hem weghalen zou betekenen dat de overige bewoners aan hun lot overgelaten zouden worden. In 1825 kreeg hij officieel gratie.

## De kolonie

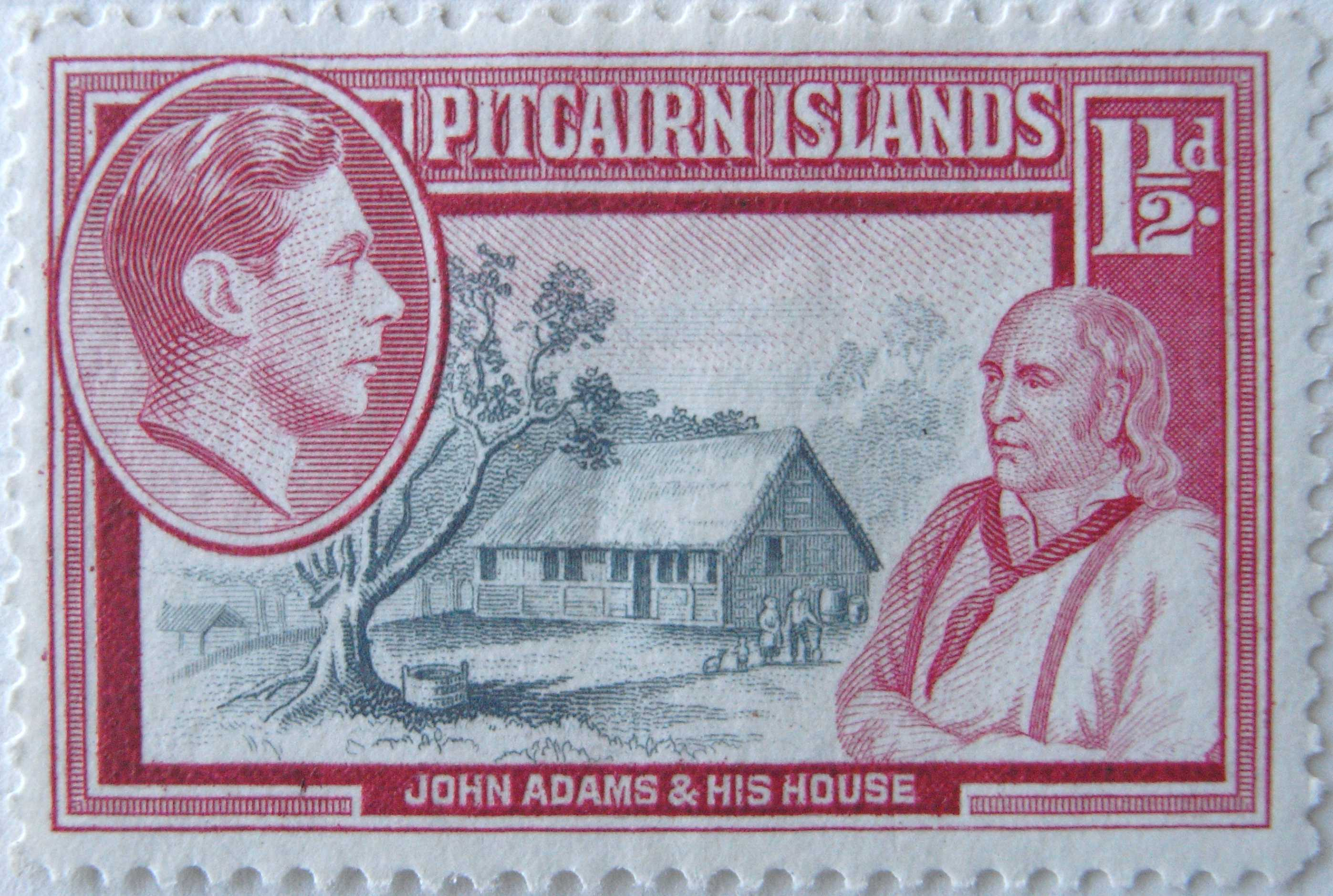
Een postzegel van Pitcairn, die John Adams en zijn huis voorstelt

Op 30 november 1838 werd Pitcairn officieel een kolonie van het Britse Rijk. Het omvatte ook de onbewoonde eilanden Ducie, Oeno, Sandy en Henderson. De nederzetting werd Adamstown genoemd en kreeg de status van hoofdstad.
Vandaag de dag valt Pitcairn nog steeds onder de Britse kroon. Het heeft echter bijna volledig zelfbestuur, een parlement en een hooggerechtshof. Het wordt ook wel gezien als het kleinste land ter wereld, aangezien het minder dan 50 inwoners heeft. Het was tot in de jaren negentig het enige land ter wereld dat niet op het internationale telefoonnet aangesloten was.

## Films en literatuur

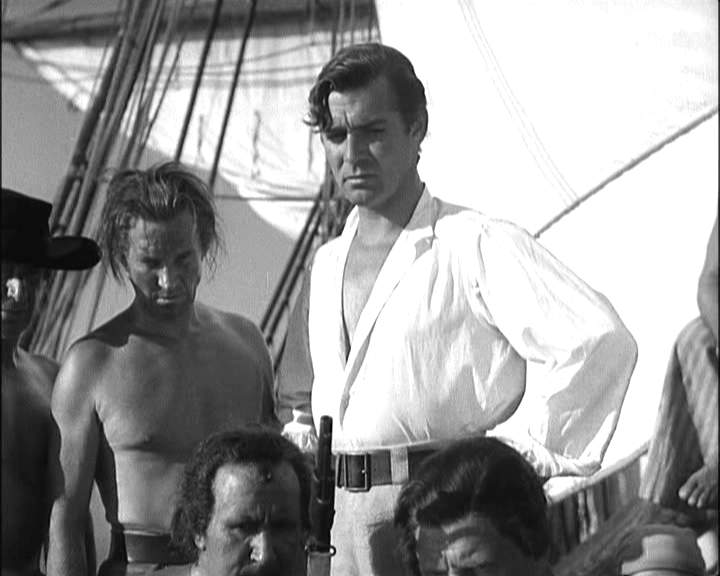
Clark Gable als Fletcher Christian

Het verhaal over de muiterij is meerdere malen beschreven en minstens viermaal verfilmd. Charles Laughton zette in 1935 een beroemde kapitein Bligh neer als tegenspeler van Clark Gable in de film Mutiny on the Bounty. Het recentst is de film The Bounty, met in de hoofdrol Mel Gibson en Anthony Hopkins. Zie voor info over andere Bounty-films onder Maimiti.
In november 2008 verscheen De Scheepsjongen van de Ierse schrijver John Boyne. Het boek gaat over de reis van en de muiterij op de Bounty, gezien door de ogen van de fictieve scheepsjongen John Jacob Turnstile.